# Света Троица (Моди)
Вижте пояснителната страница за други значения на Света Троица.
„Света Троица“ (на гръцки: Ἁγίας Τριάδος) е православна църква в село Моди, Халкидики, Гърция, част от Йерисовската, Светогорска и Ардамерска епархия. Църквата е построена в 1812 година. Има много ценни икони, дело на майстори от Галатищката художествена школа, и стенописи от XIX век.